# Symploce japonica
Symploce japonica es una especie de cucaracha del género Symploce, familia Ectobiidae. Fue descripta por primera vez por Shelford en 1907.

## Distribución
Esta especie se encuentra en Japón.